# دوک هندرسون
دوک هندرسون (انگلیسی: Duke Henderson؛ – ) یک موسیقی‌دان اهل ایالات متحده آمریکا بود. 